# Усть-Миасское
Усть-Миасское — село в Каргапольском районе Курганской области России. Административный центр Усть-Миасского сельсовета.

## Географическое положение
Село Усть-Миасское расположено в пойме реки Миасс на левом берегу реки, в 4 километрах от устья. Почва чернозёмная, а климат умеренный. К западу от села расположено озеро Караульное. в 10 км (11 км по автодороге) к северу от посёлка Каргаполье; в 87 км (97 км по автодороге) к северо-западу от города Кургана.

### Часовой пояс
Усть-Миасское, как и вся Курганская область, находится в часовой зоне МСК+2. Смещение применяемого времени относительно UTC составляет +5:00.

## История села
Своё название поселение получило от местонахождения её при устье реки Миасс. Непосредственно в районе устья слободу строить не стали, так как места не очень подходят для этого, а основали её в более удобном месте в 6 километрах выше по течению р. Миасс, положив начало заселению земель по р. Миасс.
Официальной датой основания Усть-Миасской слободы считался 7178 (1670) год, основатель — конный казак Тобольского разряда Давыд Андреев. Каргапольский краевед П. П. Квашнин объявил, что датой основания села можно считать 1650 год. Причиной для такого заявления послужила книга Ю. М. Тарасова «Русская крестьянская коллонизация Южного Урала (2 пол. XVIII — перв. полов. XIX вв)» и книга П. И. Рычкова «Топография Оренбургской губернии». В этих книгах основание Красноборского (1649) и Исетского (1650) острогов. Первоначально слобода именовалась Миасской, позднее — Усть-Миасской для отличия от Средне-Миасской (Окуневской), основанной в 1676 году, и от Верхне-Миасской (Чумляцкой), основанной в 1684 году.
К 1700 году слобода Усть-Миасская утратила военное назначение, к этому году драгун и беломестных казаков в слободе было не много. Из-за набегов кыргыз-кайсаков (казахов) и башкир на среднее притоболье и среднее примиасье в 1698 году принято решение о воссоздании Тобольского драгунского полка. В ноябре 1709 года башкиры напали на (Усть-)Миасскую слободу и деревни Черепанову, Тагильскую и Каргополову и в тех деревнях многих русских людей побили и в полон взяли. Драгуны Усть-Миасской слободы были приписаны к Маслянской роте. По данным переписи 1710 года в Усть-Миассе проходили службу 3 драгуна (Аверкий Пермяков, Дмитрий Возмилов, Микита Возмилов), 2 беломестных казака (Иван Ларионов Балдинец, Гаврила Возмилов), 2 пушкаря (Юрий Ерихин (Жерихин), Терентий Мишагин), 3 воротника (Осип Леонтьев, Терентий Еремеев, Дмитрий Лузгин).
В начале 1737 году Усть-Миасская слобода вошла в Исетский дистрикт Исетской провинции.
Существует предание, что из-за раннего и небывало сильного разлива (в начале марта 1774 года) пугачёвцы не смогли вплотную подойти к Усть-Миассу. Дело в том, что озеро Караульное было полноводнее и во время весеннего разлива сливалось с р. Миасс в двух местах (с северной стороны села, и на участке нынешней ул. Советской между столовой и Домом культуры). Слобода оказывалась со всех сторон окружённой водой. К концу марта 1774 года восстание в районе было в основном подавлено.
С 1797 года слобода входила в Каргапольскую волость Шадринского уезда Пермской губернии. В 1861 году стала административным центром Усть-Миасской волости того же уезда.
В 1843 году жители Шадринского уезда приняли участие в картофельном бунте. По окончании следствия в Шадринском уезде названы 165 зачинщиков.
В начале XX века все сельчане были русскими, крестьянского сословия, по занятию земледельцы.
16 января 1918 года избран Усть-Миасский волостной Совет крестьянских депутатов и волисполком из 10 человек. Волисполком разместился в здании бывшего волостного правления. В конце июня — начале июля 1918 года установлена белогвардейская власть. В начале августа 1919 года восстановлена Советская власть. 16 августа 1919 года состоялось общее заседание членов ревкома Усть-Миасской волости совместно с сотрудником политотдела 29-й стрелковой дивизии 3-го инструкторского отряда комиссаром Вишневским. Председателем Усть-Миасского ревкома избран Кожедёров А. Г., секретарём — Богатов А. С. 24 августа 1919 года в присутствии представителя политотдела Токарева избран волостной комитет, председатель волкома Богатов А. С. В результате продразвёрстки в 1919 году по Усть-Миасской волости было собрано 117506 пудов хлеба. Сверх плана развёрстку Усть-Миасс дал 683 пуда.
В 1919 году образован Усть-Миасский сельсовет.
В начале 1921 года вспыхнуло Западно-Сибирское восстание (1921—1922), лозунгами которого были: «За чистую Советскую власть без коммунистов!», «Долой продразвёрстку!». Из окрестных 4-х коммун («Красная Заря», «Муравейник», «Восток», «СКНЕМВАР») создан коммунистический отряд по борьбе с «бандой», которая на деле состояла из отчаявшихся крестьян. Начальник отряда — Жилин Степан Петрович. 14 февраля 1921 года повстанцы повели наступление на Усть-Миасское, но были отбиты силами отряда и курсантов из школы красных офицеров из Екатеринбурга. Отброшены до д. Вяткиной. 15 февраля 1921 года пришёл из Шадринска сводный полк регулярных войск, к концу февраля повстанцы были разгромлены. Летом 1921 года началась засуха, на полях появилась саранча, и уезд попал в полосу неурожайности. К лету 1922 года голод охватил Шадринский уезд.
В годы Советской власти жители работали в колхозе имени Свердлова.

## Промышленность
Усть-Миасский маслозавод основан в 1910 году. Просуществовал до 1967 года. В последнее время — сепараторное отделение Каргапольского головного маслозавода. Полученные сливки и казеин отправляли в Каргаполье.

## Церковь Богоявления Господня
В 1682 году в слободе была часовня, в ней служил поп Марко Яковлев.
Время постройки первого храма неизвестно, но в 1710 году с нём служил поп Данило Васильев, в слободе также жил пришлый поп Алексей Ларионов.
Деревянный двухпрестольный храм был построен в 1728 году, освящённый в честь Богоявления Господня и Святого Иоанна Златоуста. Но в 1768 году он сгорел и взамен его 15 октября 1768 года был заложен новый деревянный, двухпрестольный храм. Придельный храм был освящён 2 (13) февраля 1770 года в честь Святого Иоанна Златоуста, а главный храм был освящён 5 (16) июля 1775 года в честь Богоявления Господня. Когда храм стал заметно ветшать, прихожане приступили к построению взамен его нового каменного, закладка коего на месте первого храма состоялась 6 (18) июня 1837 года. 13 (25) июля 1841 года был освящён придельный храм в честь Святого Иоанна Златоуста. В 1842 году указом Пермской Духовной Консистории за № 270 ветхий деревянный храм был упразднён. В 1843 году храм был обнесён каменною оградою. 6 июня 1853 года был освящён второй придел в честь Богоявления Господня.
Усть-Миасский Богоявленский храм был закрыт около 1934 или 1937 года. Во время войны здесь размещалось зернохранилище. Вновь открылся в 1947 году. В одном из приделов уже проводились службы, прошло первое венчание, а из храма ещё не было убрано всё зерно.
Церковь представляет собой каменный, бесстолпный храм с колокольней. Сооружение выполнено из кирпича, снаружи оштукатурено и выбелено извёсткой. Апсида прямоугольной формы, имеет 5 окон. На каждой из трёх стен над окнами глифы. Колокольня выстроена в одной связи с храмом, двухъярусная, башнеобразная, круглая (ротонда). Имеет 4 окна. Окна колокольни арочные, наличники состоят из полуколонок с полукруглыми сандриками. По бокам каждого из окон по 2 ионические декоративные полуколонны, между которыми, в картушах рельефные изображения херувимов. В храме находится чтимый список Табынской иконы Божьей Матери.

## Школа
В 1900 году в селе существовала земская школа. 5 ноября 1967 года создана школа, ныне МКОУ «Усть-Миасская основная общеобразовательная школа имени Героя Советского Союза В. М. Пермякова».

## Общественно-деловая зона
В селе был Усть-Миасский сельский клуб. Новый двухэтажный Дом культуры был построен в 1974 году.
В 1952 году на базе избы-читальни открыта библиотека. В 2000 году получила поощрительную премию в областном конкурсе «Библиотека года». Книжный фонд: 4300 экземпляров.
Действует Усть-Миасский фельдшерско-акушерский пункт.
В сентябре 1919 года и был поставлен первый деревянный обелиск погибшим от рук колчаковцев. Надпись на мемориальной доске постамента гласит: «Здесь в грозные годы Вы отдали жизнь за счастье и благо людей. Колчеданцев Василий С., Колчеданцев Пётр Т., Терентьев Иван Р., Усольцев Изосим И., Шахматов Евгений Ф. Февраль 1921 г.».
В 2010 году установлен памятник — кирпичная стена, на которой прикреплены плиты с фамилиями погибших в Великой Отечественной войне.

## Население
| 1710 | 1816 | 1869 | 1901 | 1916 | 1920  | 1926  |
| ---- | ---- | ---- | ---- | ---- | ----- | ----- |
| 521  | ↘463 | ↗708 | ↗968 | ↗995 | ↗1105 | ↗1182 |
| 1989 | 2002 | 2010 |      |      |       |       |
| ↘615 | ↘574 | ↘506 |      |      |       |       |

Национальный состав
- По переписи населения 2002 года проживало 574 человека, из них русские — 97 %.
- По переписи населения 1926 года проживало 1182 человека, из них русские — 1176 человек, украинцы — 6 человек.

## Известные жители
- Казаков, Владимир Николаевич (род. 21 октября 1965) — Председатель Курганской областной Думы V созыва, генеральный директор АО «Варгашинский завод противопожарного и специального оборудования».
- Пермяков, Вениамин Михайлович (15 января 1924 — 21 января 1990) — Герой Советского Союза.

## Ссылка
- Богоявленский храм с. Усть-Миасское